# Aljosja Ptitsyn udvikler karakter
Aljosja Ptitsyn udvikler karakter (russisk: Алёша Птицын вырабатывает характер) er en sovjetisk familiefilm fra 1953 af Anatolij Granik.
Filmen handler om en skoledreng i tredjeklasse, der beslutter at ændre sit liv: Han vil klare sin skole selv, sørge for at tilrettelægge sit eget liv og ikke lade sig friste. Med sit nye li står Aljosja op selv, gør morgengymnastik og sørger selv for at komme i skole. Samtidig har Aljosjas bedstemor skullet møde et andet barnebarn på en station i Moskva, men på grund af en misforståelse har de ikke mødtes til tiden. Aljosja møder dem begge på stationen og beslutter sig for at tage dem på rundvisning i Moskva for at vise dem moskovitternes gæstfrihed.

## Medvirkende
- Viktor Kargopoltsev som Alyosha
- Olga Pyzjova
- Valentina Sperantova
- Natalja Polinkovskaja
- Jurij Bublikov som Andrej